# Василево (Зеленодолски район)
Василево (на татарски: Васильево, на руски: Васильево) е селище от градски тип, разположено в Зеленодолски район, Татарстан. Населението му към 1 януари 2018 година е 17 082 души.

## История
Селището е основано през 1693 година, през 1928 година става селище от градски тип.